# Opération Némésis
Pour les articles homonymes, voir Némésis.

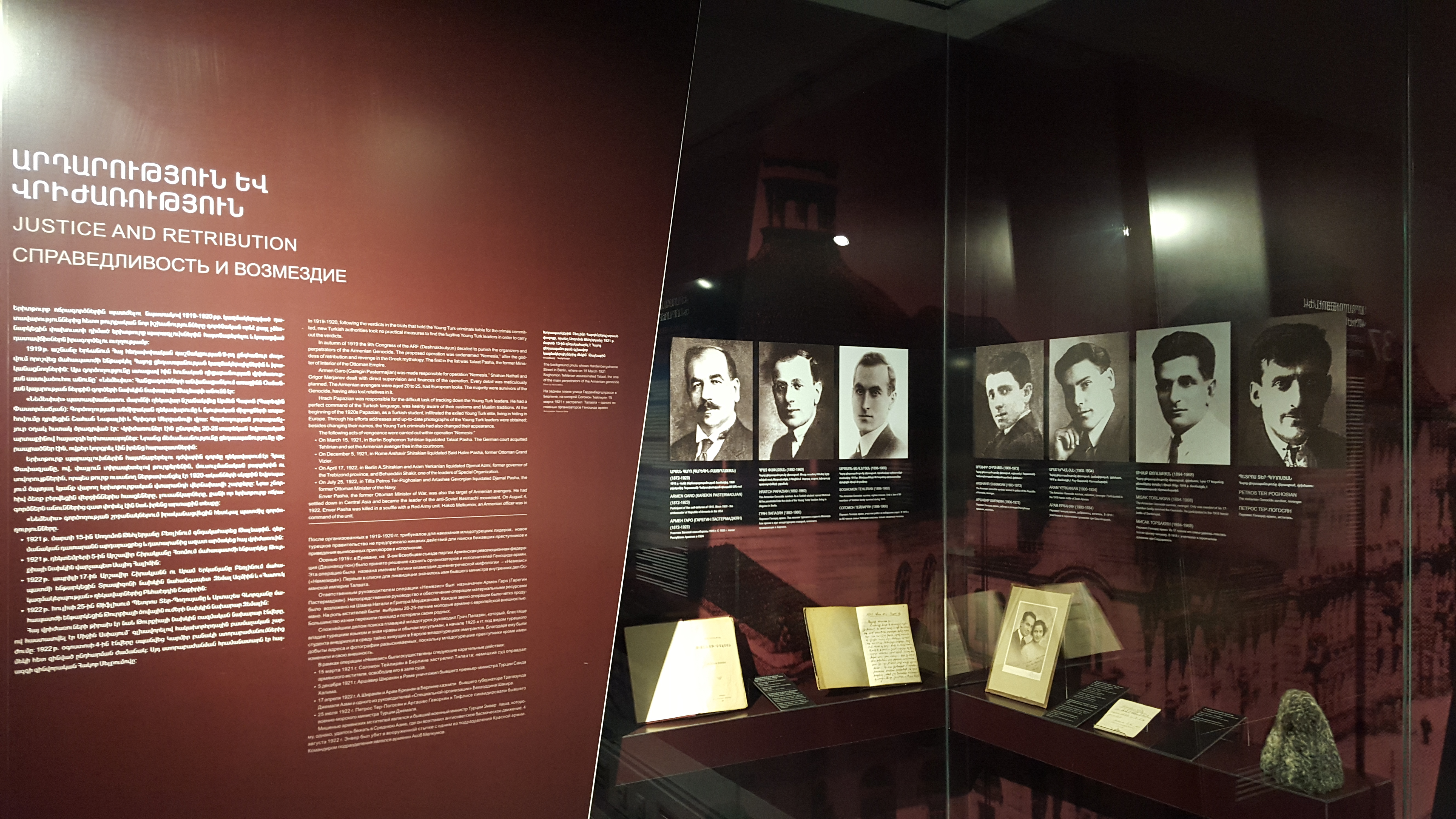
Exposition consacrée à l'opération Némésis au musée du génocide arménien à Erevan.

L’opération Némésis est le nom de l'opération menée entre 1920 et 1922 par la Fédération révolutionnaire arménienne pour exécuter plusieurs responsables du génocide arménien ou des massacres d'Arméniens à Bakou condamnés par les cours martiales turques à la peine de mort mais qui s'étaient enfuis de l'Empire ottoman, rendant leur mise à mort par la justice turque impossible,,,.
Cette recherche de justice et de vengeance par les victimes d'un génocide a parfois été mise en relation avec la traque des nazis initiée par le Mossad à partir de la fondation de l'État d'Israël,,.
L'événement le plus marquant de l'opération est l'assassinat de Talaat Pacha à Berlin, où le principal organisateur du génocide trouve la mort.

## Origines
Au départ, cette action est organisée par la Fédération révolutionnaire arménienne (FRA) afin d'exécuter les sentences des Cours martiales ottomanes lorsque celles-ci les ont prononcées par contumace. L'opération doit son nom à Némésis, déesse grecque de la juste colère et de la rétribution divine.

## Actions
Après demande expresse de la FRA, Armen Garo, Aaron Sachaklian et Shahan Natalie fondent une cellule secrète destinée à l'assassinat des condamnés à mort. Au total, huit hauts responsables turcs ou azerbaïdjanais (et trois « traîtres » arméniens) sont tombés sous les balles de sept « justiciers ».
La vengeance exercée lors de cette opération se situe à deux niveaux ; il s'agit de venger le génocide en exécutant les responsables les plus importants mais il s'agit aussi pour la Fédération révolutionnaire arménienne de se venger des Jeunes-Turcs, avec qui elle avait été alliée et en très bons termes jusqu'au génocide. Pour beaucoup de dirigeants de la FRA, le génocide était perçu comme une trahison des Jeunes-Turcs, dont ils avaient partagé les combats et qu'ils avaient même soutenu lors de la Révolution de 1908. Il s'agit ainsi aussi d'une opération cathartique pour la FRA, qui voulait "expier ses fautes" et l'erreur qu'avait été le soutien aux Jeunes-Turcs contre Abdulhamid II.
Le 15 mars 1921, assisté de deux complices, Soghomon Tehlirian a ainsi tué Talaat Pacha en pleine rue à Berlin. Ministre de l'Intérieur puis grand vizir de l'Empire ottoman durant le génocide, Talaat Pacha s'y était installé après avoir fui la Turquie au moment de la chute du régime Jeune-Turc. Soghomon Tehlirian est arrêté par la police allemande immédiatement après l'assassinat de Talaat Pacha, mais acquitté par un tribunal berlinois trois mois plus tard.
Un autre membre de Némésis, Archavir Chiragian, a assassiné Said Halim Pacha (grand vizir durant le génocide) à Rome le 5 décembre 1921 et Djemal Azmi (en poste à Trébizonde durant le génocide, il avait organisé la noyade de dizaines de milliers d'Arméniens dans la mer Noire) à Berlin le 17 avril 1922 ; il blesse également Behaeddine Chakir, qui est tué par un complice de Chiragian, Aram Yerganian, quelques secondes plus tard.

## Liste d'assassinats perpétrés dans le cadre de l'opérationNémésis
| Date            | Lieu                         | Cible                                                              | Responsables                                              |
| --------------- | ---------------------------- | ------------------------------------------------------------------ | --------------------------------------------------------- |
| 19 juin 1920    | RD de Géorgie, Tbilissi      | Fatali Khan Khoyski Premier ministre d'Azerbaïdjan                 | Aram Yerganian Misak Kirakosyan                           |
| 15 mars 1921    | République de Weimar, Berlin | Talaat Pacha Ministre de l'Intérieur et Grand vizir                | Soghomon Tehlirian                                        |
| 18 juillet 1921 | Turquie, Constantinople      | Behbud Khan Javanshir Ministre de l'Intérieur d'Azerbaïdjan        | Missak Torlakian                                          |
| 5 décembre 1921 | Royaume d'Italie, Rome       | Saïd Halim Pacha Grand vizir                                       | Archavir Chiragian                                        |
| 17 avril 1922   | République de Weimar, Berlin | Behaeddine Chakir Membre fondateur du Comité Union et Progrès      | Aram Yerganian                                            |
| 17 avril 1922   | République de Weimar, Berlin | Cemal Azmi Gouverneur du vilayet de Trébizonde                     | Archavir Chiragian                                        |
| 25 juillet 1922 | RSS de Géorgie, Tbilissi     | Djemal Pacha Gouverneur de Syrie et ministre de la Marine ottomane | Stepan Dzaghigian Artashes Gevorgyan Petros Ter Poghosyan |

## Dans la culture
- Frank Giroud, Bruno Rocco, Patricia Faucon, Le Décalogue (tome 5) : Le Vengeur, éditions Glénat, collection Grafica, 2002, 54 p.  (ISBN 978-2723433792)

- Paolo Cossi, Jean-Blaise Djian, Jan Varoujan, Mission Spéciale - Némésis (BD)[10], éd. Sigest, 2014.
- Olivier Delorme, Tigrane l'Arménien, H&O, 2018 (roman qui mêle à une intrigue contemporaine le génocide arménien et l'opération Némésis).